# Нанонаука
Нанонаука вивчає фізичні, хімічні, біологічні, фармакологічні, токсикологічні властивості наночастинок розміром до 100 нм.
Нанонаука — це міждисциплінарна галузь, яка зосереджена на дослідженні, розумінні та використанні матерії на нанорівні. Нанонаука має справу з матеріалами, пристроями та системами з розмірами, зазвичай, від 1 до 100 нанометрів, де нові властивості та явища виникають завдяки квантовим ефектам і збільшеному відношенню поверхні до об’єму. У наномасштабі поведінка речовини значно відрізняється від поведінки у великих масштабах. Квантова механіка домінує, і такі властивості, як електропровідність, механічна міцність і хімічна реакційна здатність, сильно відрізняються від звичних на макрорівні. Крім того, нанорозмірні матеріали часто демонструють явища, що призводить до унікальних оптичних, магнітних і каталітичних властивостей матеріалів, пристроїв та систем.
Ця відносно нова галузь, яка вже зробила багато відкриттів в різних наукових дисциплінах, включаючи фізику, хімію, біологію, інженерію, медицину та біомедичну інженерію, енергетику, сільське господарство та екологію, і стимулювала розвиток нанотехнологій, що призвело до новаторських застосувань у багатьох галузях промисловості.
Нанонаука призвела до появи наноматеріалів, які охоплюють наночастинки, нанотрубки, нанодротини тощо, із спеціальними властивостями та функціями, розробленими для конкретних застосувань. Ці матеріали знаходять застосування в електроніці, каталізі, медицині та оздоровленні навколишнього середовища тощо.

## Історія
Цей напрям виник у результаті поєднання досліджень з фізики, хімії, біології, генетики, медицини на основі досягнень із визначення розміру наночастинок. Тому нанонауку слід розглядати як один із  аспектів розвитку, що охоплює коло проблем енергетики, біології, навколишнього середовища.
На початку 2000-х років ця галузь стала предметом зростаючої громадської обізнаності та суперечок, і, у свою чергу, почалися комерційні застосування нанотехнологій. Нанотехнології роблять внесок майже в усі галузі науки, включаючи фізику, матеріалознавство, хімію, біологію, інформатику та техніку. Наприклад, нанорозмірна електроніка проклала шлях до швидших і ефективніших електронних пристроїв, а нанотехнології наномедицини відкрили нові шляхи для цільової доставки ліків і точної медичної діагностики, та були застосовані для відновлення здоров’я людини з багатообіцяючими результатами, особливо в галузі лікування раку.

### Визначення
Префікс «нано-» відноситься до грецького префікса, що означає «карлик» або щось дуже маленьке і зображує одну мільярдну частину метра (10-9 м).

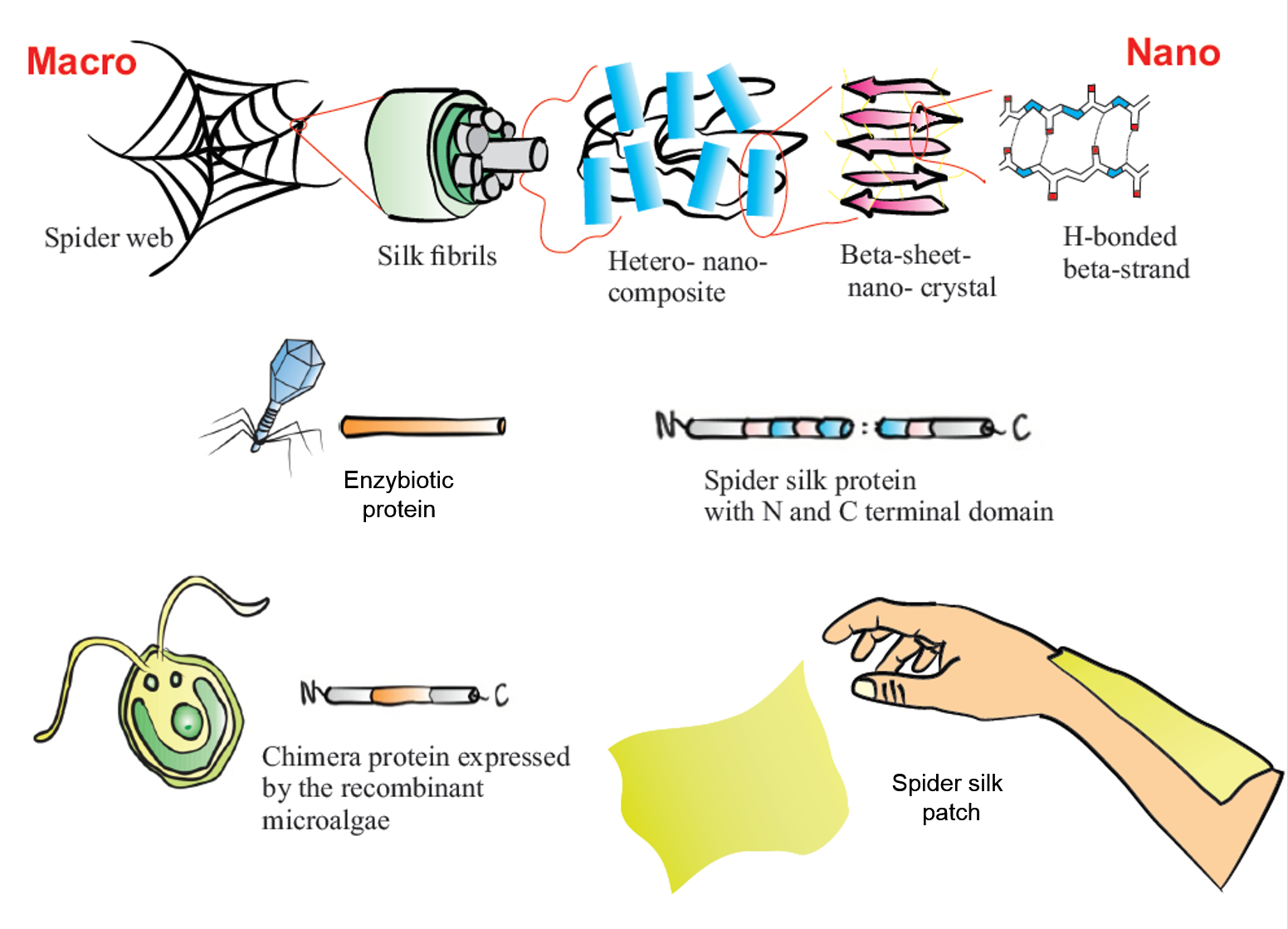
Схематичне зображення структури павутини від макро- до нано- мастабів

Слід розрізняти нанонауку та нанотехнологію. Нанонаука — це дослідження структур і молекул на нанометрових шкалах від 1 до 100 нм, а технологія, яка використовує її в практичних застосуваннях, таких як пристрої тощо, називається нанотехнологією. Для порівняння слід мати на увазі, що одна людська волосина має товщину 60 000 нм, а подвійна спіраль ДНК має радіус 1 нм.

## Додаткова література

### Книги
- Серія книг Frontiers of Nanoscience (Elsevier, 2009-2022+)
- Серія книг Nanoscience & Nanotechnology (Royal Society of Chemistry, 2007-2023+)
- Гамола О. Є., Пеленська І. Р., Пеленський Р. А. Моделювання електрофізичних процесів у субмікро- та наноструктурах. Національний університет «Львівська політехніка», кафедра теоретичної та загальної електротехніки. 2010.
- Пеленський Р. А. Моделювання кремнієвих та вуглецевих наноприладів / Р. А. Пеленський, О. Є. Гамола // Електроенергетичні та електромеханічні системи: збірник наукових праць / відп. ред. О. Ю. Лозинський. - Л.: Видавництво Національного університету «Львівська політехніка», 2010. - 148 с.

### Журнали
- Applied Nanoscience (Springer)
- Advances in Natural Sciences: Nanoscience and Nanotechnology (IOP Publishing)
- Current Nanoscience (Bentham Science Publishers)
- Journal of Experimental Nanoscience (Taylor & Francis)
- BioNanoScience (Springer)
- International Journal of Nanoscience (World Scientific)
- Nanoscience and Nanotechnology - Asia (Bentham Science Publishers)

### Статті
- Bayda Samer; Adeel Muhammad; Tuccinardi Tiziano; Cordani Marco; Rizzolio Flavio (2020). The History of Nanoscience and Nanotechnology: From Chemical–Physical Applications to Nanomedicine. Molecules (англ.) 25 (1). doi:10.3390/molecules25010112.
- Zhang Fan (2017). Grand Challenges for Nanoscience and Nanotechnology in Energy and Health. Frontiers in Chemistry 5. doi:10.3389/fchem.2017.00080/full.
- Нанонаука і нанотехнології: технічний, медичний та соціальний аспекти / Б. Є. Патон, В. Ф. Москаленко, І. С. Чекман та ін. // Вісник НАН України. — 2009. — № 6. — С. 18—26.
- Нанонаука: історія становлення, стан, перспективи досліджень. eurolab.ua. Процитовано 31 січня 2022.{{cite web}}:  Обслуговування CS1: Сторінки з параметром url-status, але без параметра archive-url (посилання)
- Герман Кричевский (28 серпня 2015). Нанотехнологии в современной энергетике и в энергетике будущего. rusnor.org (рос.). Процитовано 31 січня 2022.{{cite web}}:  Обслуговування CS1: Сторінки з параметром url-status, але без параметра archive-url (посилання)